# Спагирия
Спаги́рия (от др.-греч. σπάω — «извлекать», и ἀγείρω — «собирать») — герметическое искусство создания медицинских препаратов из лекарственных растений с применением алхимических методов. Этот термин, называющий алхимию по части разделения, очищения и экзальтации, а затем соединения веществ, был введён Парацельсом в первой половине XVI века, утверждавшего, что истиной целью алхимии является не вульгарное получение золота, а создание лекарств.

## Исторический очерк
Герметическое искусство изготовления лекарств из растений с использованием спагирических (алхимических) методов известно с глубокой древности и практиковалось в разных культурах, включая Египет, Индию и Китай. Западная алхимическая школа основывается на египетской традиции. Зосима из Панополиса (ок. 300 года) в своих трудах утверждал, что алхимия практиковалась в египетских храмах под руководством жрецов и фараонов, и что тайны спагирического искусства передавались исключительно устным путём, а раскрытие этих тайн каралось смертью. Особая роль в привнесении спагирических методов в медицинскую практику Европы принадлежит Парацельсу (1-я половина XVI века). Начиная с конца XV и начала XVI веков, а именно со времени публикации трудов Гиппократа, обнаруживается раскол в среде врачей, до этого придерживавшихся взглядов врача и медицинского автора древности Галена из Пергама (131—200 годы). Парацельс и его сторонники (парацельсисты), отвергая средства галенистов, заменили «галеновы препараты» другими «химическими», или «спагирическими», средствами. Эти последние включали целый ряд новых средств как растительного происхождения, так и минерального, как, например, препараты железа, ртути, сурьмы, свинца, меди, мышьяка, серы и т. д., до этого употреблявшиеся крайне редко и против которых ожесточенно восставали даже целые факультеты: или вовсе запрещая их употребление, или дозволяя их с особого разрешения врачебных авторитетов. Тем не менее, спагирические средства распространялись среди врачей все более и более, и из приверженцев Парацельса образовалась новая европейская алхимико-медицинская школа.
В трактате «Парагранум» («Paragranum», 1535) Парацельс писал, что третьим основанием медицины, помимо философии и астрологии, является алхимия, и бесплодны будут усилия того врача, который не владеет этим искусством. Парацельс первым взглянул на процессы, совершающиеся в живом организме, как на процессы химические. При этом он держался воззрения Вас. Валентина, утверждавшего, что в составе живого тела участвуют те же «элементы», которые входят в состав всех тел природы, а именно — философские ртуть (Меркурий), сера (Сульфур) и соль. В здоровом теле эти элементы находятся в известном равновесии. Если же один из них преобладает над другими или находится не в достаточном количестве, то возникают различные заболевания.
После XVI века, вследствие сочетания спагирических и галеновых средств, число медикаментов в Европе взросло до небывалых до того размеров.

## Методы
Спагирики полагали, что использование алхимических методов в создании лекарственных препаратов «раскрывает» растения и высвобождает их огромную целительную силу. Основными продуктами спагирии являются эссенции, тинктуры и эликсиры. Процесс приготовления растительного лекарства состоял из нескольких стадий и подразумевал раздельное извлечение Серы, Ртути и Соли из растительного сырья, а затем их соединение вместе (химическая свадьба).
Под Серой (душой растения) спагирики понимали эфирные масла,
под Ртутью (духом растения) — алкоголь, получаемый в результате ферментации и последующей дистилляции,
а под Солью (телом растения) — пепел, образуемый в результате кальцинации (обугливания), или прокаливания растительного сырья при высоких температурах.
Большое значение в своей работе спагирики также придавали астрологии, в частности фазам Луны и её положению в различных знаках зодиака. Имело значение и то, когда, в какой день недели и в какой час собирались те или иные растения.

## Современная спагирия
В 1928 году в Швейцарии в городке Санкт-Мориц ученик Фулканелли, французский алхимик Шваллер де Любич создал центр «Сухалия» (Station Scientifique de Suhalia), где в алхимической и спагирической лабораториях было налажено производство спагирических препаратов.
В США Альберт Ричард Ридель (лат. Frater Albertus; брат Альберт) основал «Исследовательское общество Парацельса» (The Paracelsus Research Society; 1960), занимающееся образовательной и издательской деятельностью. В результате популяризации спагирии алхимические методы оказали значительное влияние на современные целительские практики Нью-эйдж.